# Woiwodschaft Opole (1975–1998)

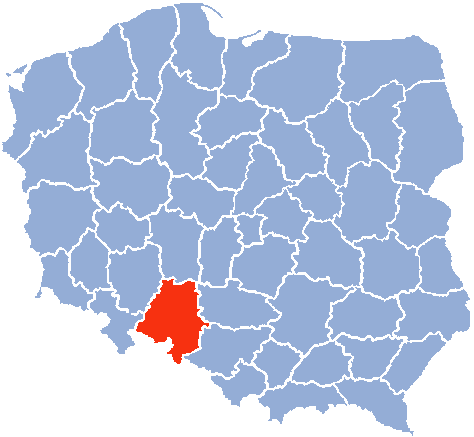
Woiwodschaft Opole 1975–1998

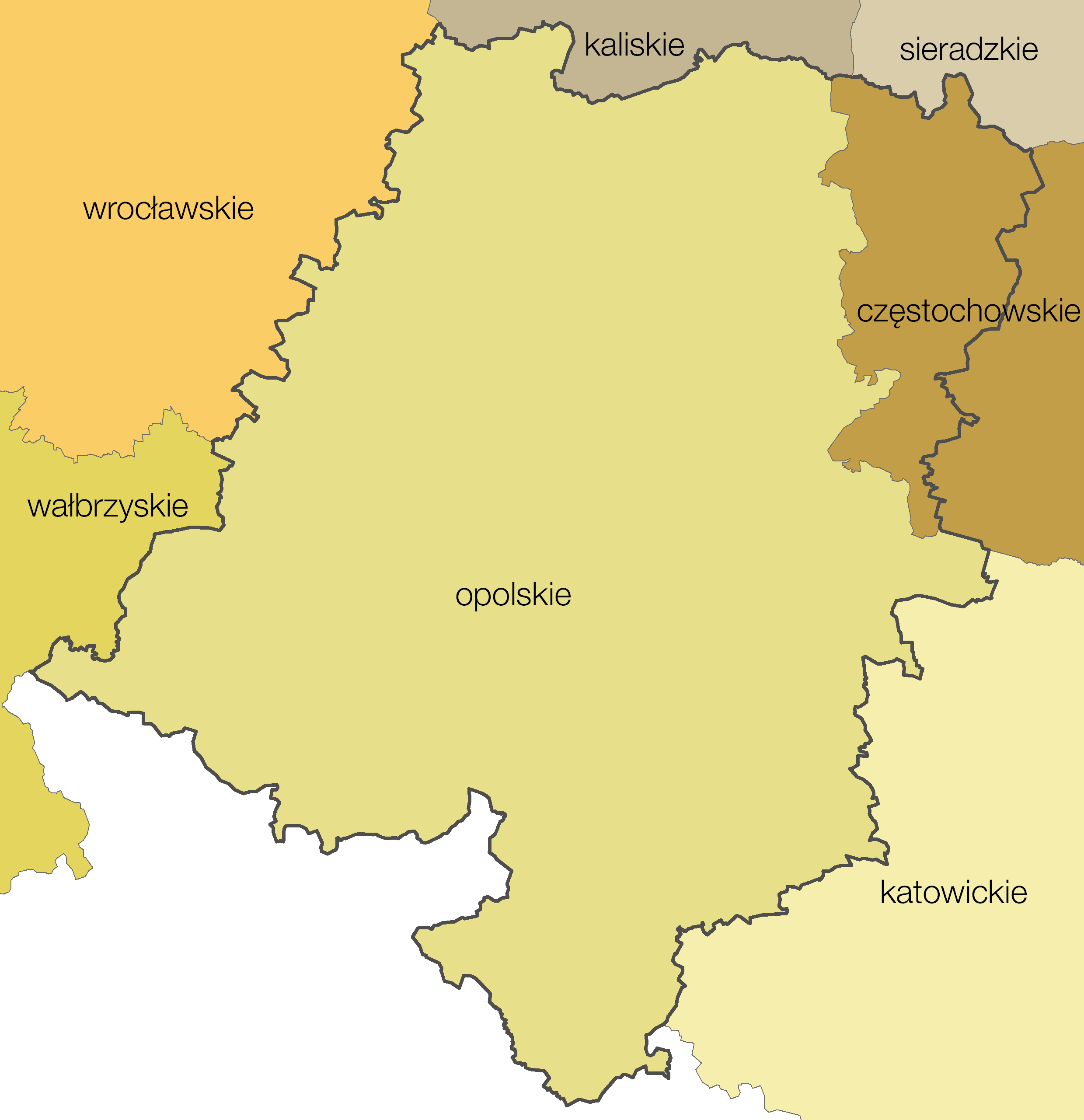
Woiwodschaft Opole 1975–1998

Die Woiwodschaft Opole (deutsch auch Woiwodschaft Oppeln, polnisch województwo opolskie) aus den Jahren 1975 bis 1998 war eine von damals 49 polnischen Woiwodschaften, die im Zuge einer Verwaltungsreform im Jahr 1999 unter gleichem Namen auf umliegende Gebiete ausgeweitet wurde. 
Ihre Hauptstadt war auch damals schon die namensgebende Stadt Opole.
Bedeutende Städte waren (Einwohnerzahlen von 1995):
- Opole (130.600)
- Kędzierzyn-Koźle (70.700)
- Nysa (49.000)
- Brzeg (39.900)